# Dmitri Kiseliov
Dmitri Kiseliov (în rusă Дмитрий Константинович Киселёв, n. 26 aprilie 1954, Moscova, RSFS Rusă, URSS) este un prezentator TV și propagandist rus. În 2013, Kiseliov a fost numit de președintele rus Vladimir Putin în fruntea lui Rossiia Segodnia⁠(d) (Россия сегодня), un grup media⁠(d) rus controlat de stat. De asemenea, este director adjunct al VGTRK (Всероссийская государственная телевизионная и радиовещательная компания, Compania de radioteleviziune de stat din toată Rusia⁠(d)).
Comentariile sale au fost controversate atât în Rusia, cât și în Occident, în special în ceea ce privește homosexualitatea și Euromaidanul, Anexarea Crimeii de către Federația Rusă în 2014 și acuzația sa conform căreia SUA se află „de partea califatului terorist” ISIS în distrugerea statului sirian și doborârea zborului Metrojet 9268. Kiseliov se află pe lista sancțiunilor personale impuse de UE din 2014. În ianuarie 2023, Ucraina a impus sancțiuni economice lui Kiseliov pentru sprijinul său pentru Invazia Rusiei în Ucraina .

## 2022: Amenințări nucleare la adresa Regatului Unit
La 1 mai 2022, Kiseliov l-a amenințat pe prim-ministrul de atunci, Boris Johnson, cu anihilarea nucleară⁠(d) în emisiunea sa de știri de duminică seara de pe Russia-1, susținând că Regatul Unit și Irlanda ar putea fi „cufundate în mare” și transformate într-un „deșert radioactiv” cu un singur atac nuclear subacvatic rusesc. La o săptămână după amenințarea sa nucleară, Kiseliov a fost fotografiat la hotelul de cinci stele Jumeirah Al Qasr⁠(d) din Dubai împreună cu a opta sa soție.